# Franziskus Spital
Das Franziskus Spital entstand aus der Fusion zweier Ordensspitäler, dem Krankenhaus St. Elisabeth in Wien-Landstraße und dem Hartmannspital in Margareten. In Wien bestanden diese Häuser 300 bzw. 150 Jahre. Das Krankenhaus ist gemeinnützig und steht allen Menschen offen. Es hat Verträge mit allen Kassen und bietet die kombinierte Behandlung von Herz und Lunge, Gastroenterologie, ein Schlaflabor und Schmerzmedizin. Das Franziskus Spital ist führend bei der Versorgung von Leistenbrüchen und ist das erste Krankenhaus mit einem Hernien-Kompetenzzentrum. Das Brustgesundheitszentrum ist ebenfalls international zertifiziert. Augen- und Bandscheiben-Operationen werden in Kooperation mit der Klinik Landstraße vorgenommen.

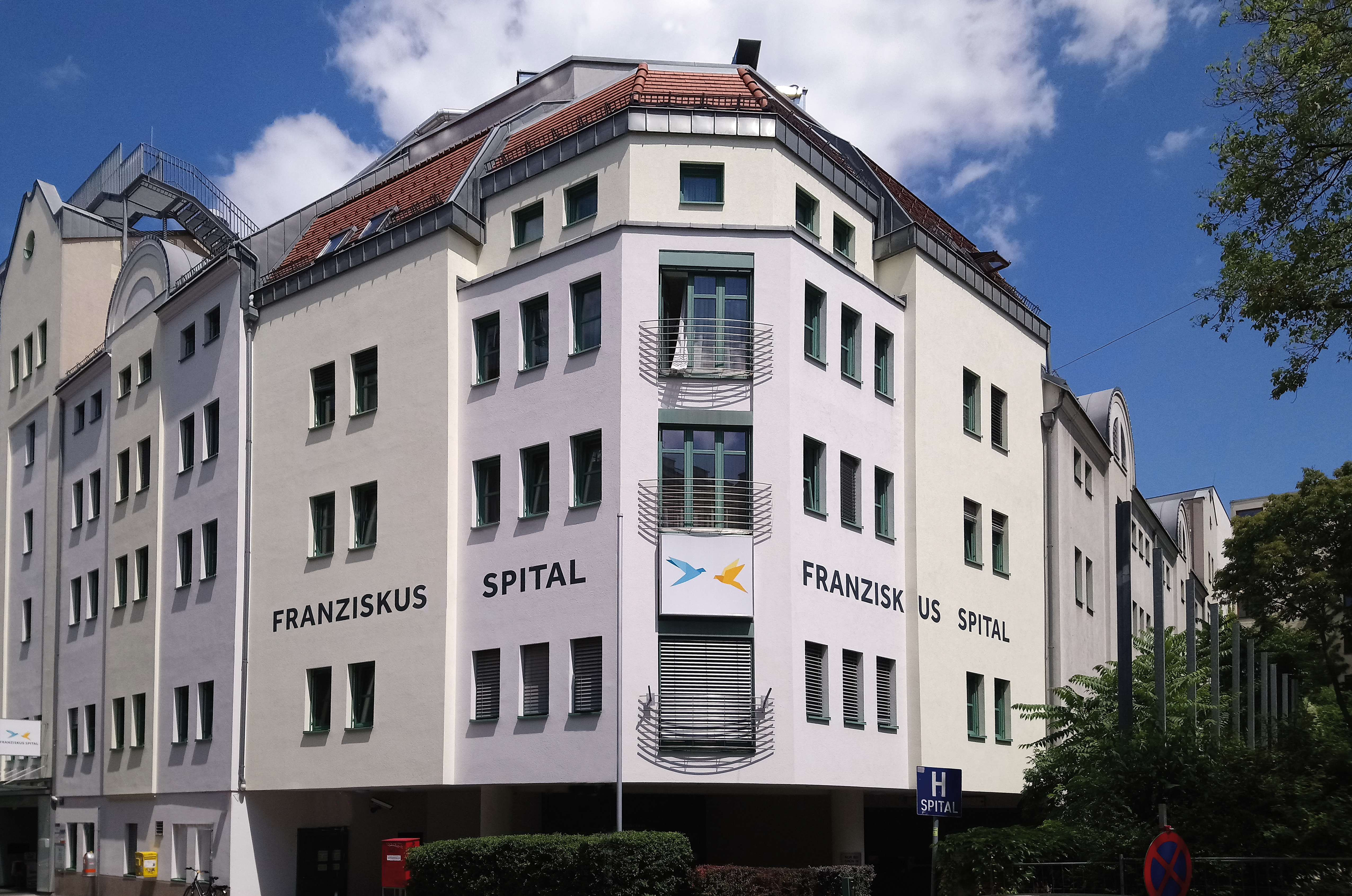
Außenansicht des Franziskus Spitals Margareten (2020)

## Medizinische Schwerpunkte
- Innere Medizin mit Herz-Kreislauf und Atmung
- Chirurgie mit Schwerpunkten in der Hernienchirurgie, Brustchirurgie, Colonchirurgie und chirurgischer Endokrinologie.
- Intensiv- und Schmerzmedizin
- Medizin für Menschen im Alter (Diabetologie, Akutgeriatrie & Remobilisation)

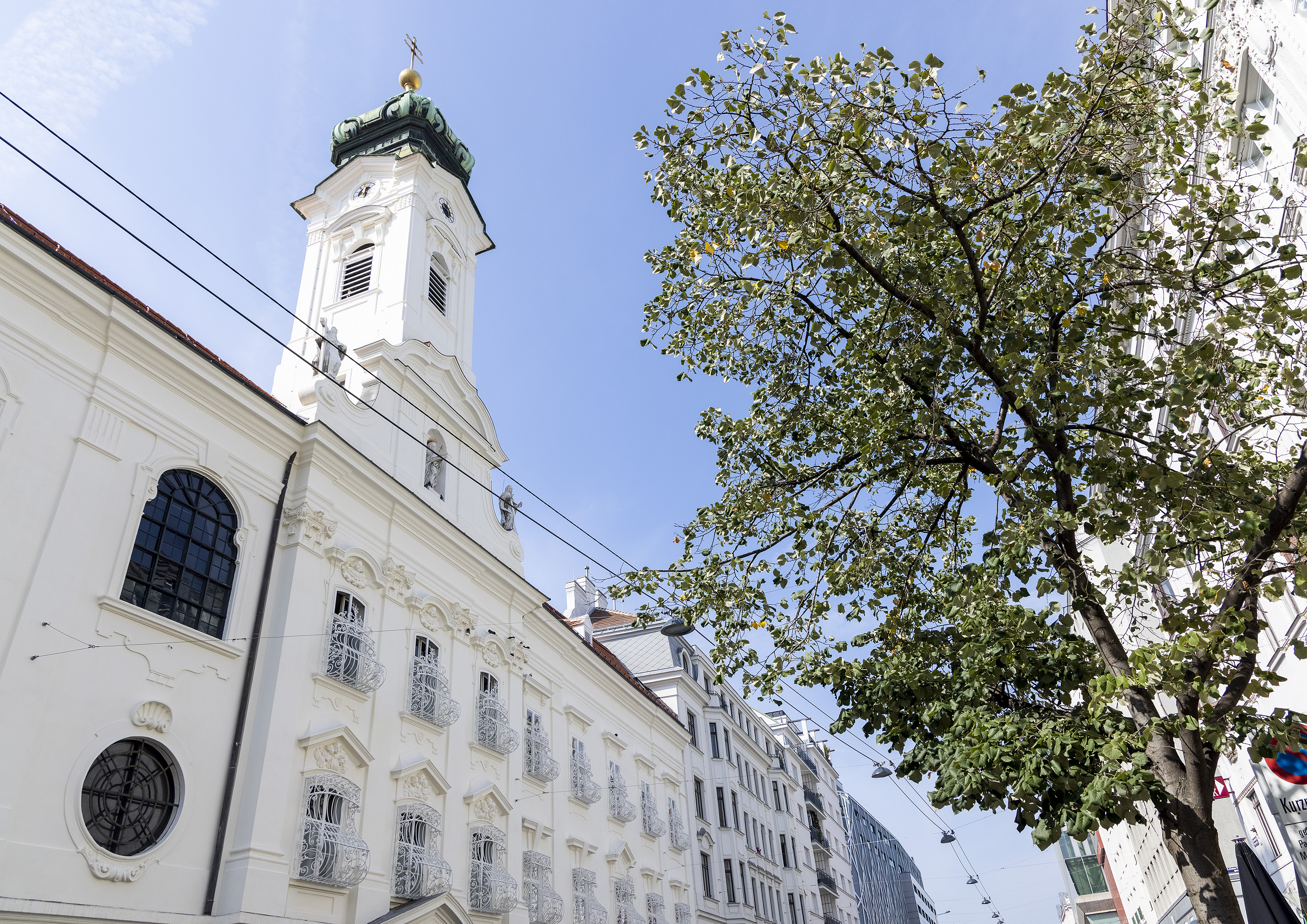
Straßenansicht des Franziskus Spitals Landstraße (2021)

## Aus- und Weiterbildung
Das Franziskus Spital ist Akademisches Lehrkrankenhaus und Ausbildungsstätte der Medizinischen Universität Wien sowie der Fachhochschule Campus Wien.